# Leonid Wladimirowitsch Assur
Leonid Wladimirowitsch Assur, russisch Леони́д Влади́мирович Ассу́р, (* 31. März 1878 in Rybinsk; † 19. Mai 1920 in Woronesch) war ein russischer Maschinenbauingenieur.
Sein Vater war Zollbeamter bei der Eisenbahn. Mit sieben Jahren verlor Assur seine Mutter und wurde vom Vater zu zwei Tanten in Estland (Wesenberg) geschickt. Ab 1892 ging er auf das Gymnasium in Warschau und ab 1895 auf das von Grodno, wo sein Vater inzwischen lebte. Auf dem Gymnasium war er ein sehr guter Schüler und lernte Latein, Griechisch, Französisch und Deutsch (später lernte er auch noch Englisch). Ab 1897 studierte er an der Mathematisch-physikalischen Fakultät der Lomonossow-Universität, wo einer seiner Lehrer Nikolai Jegorowitsch Schukowski war, der ihn auch in die Theorie der Gelenkmechanismen einführte. Nach dem Abschluss 1901 setzte er sein Studium an der Moskauer Technischen Hochschule fort, wo I. N. Mertsalov (1866–1948) Maschinenelemente unterrichtete. Nach dem Abschluss als Ingenieur 1906 ging er nach Sankt Petersburg, konnte dort aber zunächst keine Stelle an einer Hochschule finden und arbeitete für das staatliche Brückenbaubüro. 1907 wurde an der Staatlichen Universität eine Abteilung Mechanik gegründet und Assur konnte dor Assistent werden. Professor für Angewandte Mechanik war Wiktor Lwowitsch Kirpitschow und für theoretische Mechanik I. V. Meshchersky (1859–1939). Dabei war er an einem verbreiteten Mechaniklehrbuch von Meshchersky beteiligt und veröffentlichte 1911 zwei eigene Lehrbücher. 1916 verteidigte er seine Habilitationsthese (russischer Doktortitel) über Klassifikation von Gelenkmechanismen. Weitere Forschung wurde zunächst durch seine Arbeit als Ingenieur für die Kriegsanstrengungen im Ersten Weltkrieg unterbrochen. Die Lebensbedingungen in Sankt Petersburg hatten sich während des Krieges und danach erheblich verschlechtert. Nach der Oktoberrevolution kam eine starke Lehrbelastung hinzu (Polytechnisches Institut, Forsthochschule). Seine Gesundheit verschlechterte sich und 1919 ging er zu seiner Familie nach Woronesch. Er wurde zweimal operiert und erwachte nach der zweiten Operation nicht mehr.
Assur begann eine Klassifikation ebener Maschinen-Mechanismen auf Basis der Topologie (erschienen 1914/15). Die Mechanismen wurden nach strukturellen kinematischen Gruppen analysiert. Seine Arbeit blieb unvollendet, wurde in Russland zunächst kaum beachtet (man verwendete die Klassifikation nach Franz Reuleaux) aber von Iwan Iwanowitsch Artobolewski (sowie N. G. Bruevich (1896–1987) und V. V. Dobrovolsky (1880–1956)) in den 1930er Jahren aufgegriffen und fortgesetzt und so auch außerhalb Russlands bekannt. Seine Methode klassifizierte nicht nur die bekannten Mechanismen, sondern sagte auch neue vorher.
Er spielte Klavier und komponierte.

## Schriften (Auswahl)
- Analoga der Beschleunigungen und ihre auf die dynamische Analyse ebener Gelenkmechanismen (Russisch), Abh. Polytechn. Institut Sankt Petersburg 1909
- Grundlegende Eigenschaften der Analoga von Beschleunigungen in analytischer Darstellung (Russisch), Abh. Polytechn. Institut Sankt Petersburg  1909
- mit K. Roerich: Graphische Methoden der Bestimmung des Trägheitsmoments von Schwungrädern (Russisch), Sankt Petersburg 1911
- Geschwindigkeit und Beschleunigung in Vektor-Diagrammen ebener Mechanismen (Russisch), Sankt Petersburg 1911
- Lehre über normale vielstäbige Ketten und ihre Rolle in der Bildung von Mechanismen (Russisch), Abh. Polytechn. Institut Sankt Petersburg  1914 (mit Zusatz 1916)
- Anwendung der Lehre über normale Ketten auf die allgemeine Theorie der Mechanismen (Russisch), Abh. Polytechn. Institut Sankt Petersburg  1914 (mit Zusatz 1918)
- Geometrische Konstruktionsmethoden für einige Kurvenlinien (Russisch), Sankt Petersburg 1916